# Förflutenhetens landskap
Förflutenhetens landskap är en samling historiska essäer skrivna av Peter Englund. Boken kom ut 1991. Samlingen består av 22 essäer med två huvudteman. Det ena är "Den stora historien" i form av krig, kungar och storpolitik och det andra är "Den lilla historien", det man kan kalla vardagshistoria eller den lilla människans historia. Boken har även utgivits på estniska, norska och tyska.